# I Like Me Better
I Like Me Better is een nummer van de Amerikaanse zanger Lauv uit 2017. Het is afkomstig van zijn tweede studioalbum I Met You When I Was 18. (The Playlist).
Het nummer werd een (bescheiden) hit in de Verenigde Staten, Europa en Oceanië. In de Amerikaanse Billboard Hot 100 haalde het de 33e positie. In Nederland flopte het met een 1e positie in de Tipparade, maar in de Vlaamse Ultratop 50 haalde het nog een bescheiden 30e positie.